# Distretto di Kayapınar
Il distretto di Kayapınar (in turco Kayapınar ilçesi) è uno dei distretti della provincia di Diyarbakır, in Turchia.